# Panicum chionachne
Panicum chionachne är en gräsart som beskrevs av Carl Christian Mez. Panicum chionachne ingår i släktet vipphirser, och familjen gräs. Inga underarter finns listade i Catalogue of Life.